# غوتاما سين
غوتاما سين (بالإنجليزية: Gautam Sen) هو كاتب هندي، ولد في 15 أكتوبر 1958 في كلكتا في الهند.